# Wendeltreppenschnecken
Die Wendeltreppenschnecken oder einfach Wendeltreppen (Epitoniidae) sind eine artenreiche Familie meist kleiner bis mittelgroßer, ausschließlich mariner Schnecken, die weltweit verbreitet sind. Sie ernähren sich als Fleischfresser oder Ektoparasiten von sessilen Nesseltieren.

## Merkmale
Die rechtsgewundenen, dünnwandigen und zerbrechlichen, mehr oder weniger turmförmigen Gehäuse der Wendeltreppenschnecken haben dicht gewundene, nicht oder kaum miteinander verbundene, stark konvexe Umgänge, die eine hohe kegelförmige Spirale bilden. Bei vielen Arten, besonders ausgeprägt in der Gattung Epitonium, weisen sie über das ganze Schneckenhaus verlaufende dünne, blattartige axiale Rippen auf. Bei manchen Arten, so in der Gattung Cirsotrema, haben die Gehäuse neben axialen Rippen auch spiralig verlaufende Bänder. Oft besitzen die Häuser einen tiefen Nabel. Die Gehäusemündung ist rundlich oder oval. Das runde, hornige Operculum hat nur wenige Windungen und verschließt die Mündung dicht.
Neben der Radula besitzen die Schnecken Kiefer zum Schneiden oder Beißen. Die Schnecken fressen Nesseltiere. Aus großen Beute- bzw. Wirtstieren werden mehr oder weniger große Stücke herausgeschnitten, kleinere Beutetiere als Ganzes verschluckt. Die Schnecken leben an ihren Wirtstieren oder im Sand oder Kies der Umgebung.
Die Schnecken sind zunächst Männchen und später Weibchen. Nach der inneren Befruchtung legt das Weibchen die Eier in Kapseln ab, die mit Sand bedeckt werden. Die Kapseln werden entlang eines elastischen Fadens befestigt, der von einer Drüse am Fuß des Tieres abgeschieden wird. Aus diesen schlüpfen Veliger-Larven, die eine längere Phase als Zooplankton durchmachen und so weit verbreitet werden.

## Vorkommen und Verbreitung
Die Epitoniidae sind in allen tropischen, subtropischen, gemäßigten, arktischen und antarktischen Meeren verbreitet. Sie leben sowohl in flachem Wasser als auch in großen Tiefen, bisweilen bis 6000 Meter Wassertiefe.
In der Nordsee ist die Familie unter anderem durch die Gemeine Wendeltreppe (Epitonium clathrus) vertreten.

## Systematik
Nach Bouchet und Rocroi (2005) ist die Familie Epitoniidae eine von drei Familien in der Überfamilie Epitonioidea. Sie hat mehrere hundert Arten in über 30 Gattungen.